# カネコ種苗
カネコ種苗株式会社（カネコしゅびょう、英: KANEKO SEEDS CO., LTD.）は、群馬県前橋市に本社を置く種苗などの研究、生産、販売などを行う農業関連の総合企業である。

## 沿革
- 1947年（昭和22年）6月 - 金子才十郎商店を母体とする群馬種苗統制会社が、群馬種苗株式会社に改組した際に卸販売部門が独立し、前橋市千代田町に発足。
- 1963年（昭和38年）6月 - 群馬種苗株式会社と合併。
- 1981年（昭和56年）11月 - 日本証券業協会に店頭登録（現在のJASDAQ）。
- 2002年（平成14年）
  - 4月 - 日本たばこ産業株式会社より、花卉品種に係る知的財産権等の一部を譲受。
  - 10月 - 株式会社アスカムの農薬の販売に係る営業を譲受け、古川営業所及び山形営業所を設置。
  - 12月 - 木徳神糧の園芸用品の販売に係る営業を譲り受ける。
- 2003年（平成15年） - 安藤株式会社の農薬の販売に係る営業を譲受。
- 2004年（平成16年） - 日本証券業協会への店頭登録を取消し、ジャスダック証券取引所に株式を上場。
- 2007年（平成19年） - 株式会社ゲン・コーポレーションの飼料作物種子の育種・生産・販売に係る事業を譲受。
- 2010年（平成22年）
  - 3月 - 株式会社ベルデ九州の株式51%を取得。
  - 4月 - ジャスダック証券取引所と大阪証券取引所の合併に伴い、大阪証券取引所JASDAQに上場。
- 2012年（平成24年）
  - 3月 - 株式会社ベルデ九州の株式49%を追加取得し、完全子会社化。
  - 6月 - 株式会社ベルデ九州を合併。
- 2013年（平成25年）7月 - 大阪証券取引所と東京証券取引所の現物市場統合に伴い、東京証券取引所JASDAQ（スタンダード）に上場。
- 2014年（平成26年）6月 - 前田農薬株式会社の株式100％を取得し、完全子会社化。
- 2015年（平成27年）8月 - 東京証券取引所第2部に市場変更。
- 2016年（平成28年）5月 - 東京証券取引所第1部に指定替え。